# Hong De-Yuan

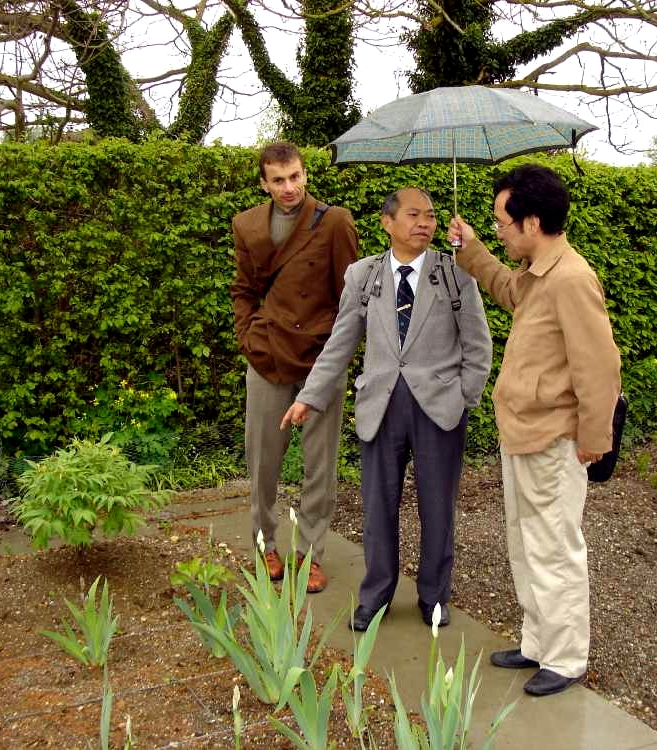
Hong De-Yuan, München 2005

Hong De-Yuan (chinesisch 洪德元, Pinyin Hóng Déyuán; * 1937) ist ein chinesischer Botaniker und seit 1991 Mitglied der Chinesischen Akademie der Wissenschaften. Er wurde in der Provinz Anhui geboren.
Sein botanisches Autorenkürzel lautet „D.Y.Hong“.

## Ausbildung und Forschung
Hong De-Yuan studierte 1957–1962 an der Fudan-Universität in Shanghai Biologie. 1962–1966 als Doktorand der Systematischen Botanik am Institut für Botanik der Chinesischen Akademie. 1979–1981 zur Spezialisierung an der Universität Lund in Schweden.
Hong-De-Yuan ist Vizepräsident im Komitee der Flora of China.
1991 in die Chinesische Akademie der Wissenschaften gewählt. 1997 korrespondierendes Mitglied der Botanical Society of America. 2003 der achte Präsident der Botanical Society of China.
Sein Spezialgebiet bildet die Gattung Paeonia. In der „Flora of China“ hat er u. a. die Familien Campanulaceae, Dipsaceae und Valerialaceae betreut.

## Werke
Hong De-Yuan hat in zahlreichen wissenschaftlichen Aufsätzen zu Taxonomie und Phylogenie der Pfingstrosen publiziert. Er hat zu Verwandtschaftsverhältnissen der in China, im Kaukasus und den im Mediterrangebiet vorkommenden Arten grundlegende Studien verfasst. Als Hauptwerk hat Hong De-Yuan seit 2010 eine auf Drei Bände geplante Monografie der Pfingstrosen herausgebracht. Nach den beiden ersten Bänden soll in den nächsten Jahren (Stand 2019) noch der abschließende Dritte Band das Werk vollenden. Als wesentlichste Neuerung in der Auffassung zur Taxonomie der Gattung sind von Hong zahlreiche früher als Arten geführte Taxa nur noch in Synonymie gestellt. Insbesondere hat er die Gruppe der diploiden oder tetrapoloiden Päonien im Kaukasus, Iran, der Krim, NW-Türkei sowie westlichen Balkanhalbinsel von ehemals sieben beschriebenen Arten auf nur noch eine reduziert. Dadurch sind gärtnerisch wertvolle „Arten“ heute Subspezies einer einzigen wissenschaftlich anerkannten Art (Paeonia daurica). Dies betrifft unter anderen die bekannte gelblühende „Paeonia mlokosewitschii“ (jetzt Paeonia daurica ssp. mlokosewitschii). Grund für diese Ansicht sind die polymorphen Merkmale der Gruppe. Dies lässt sich auf die retikulate Evolution der kaukasischen Pfingstrosen (und deren Unterarten auf der Balkanhalbinsel, Kleinasien und im Iran) während der Eiszeiten zurückführen.
- Monografie Paeonies of the World (3. Bände, davon zwei erschienen 2010, 2012)